# Timberborn
Timberborn ist ein 2021 veröffentlichtes Computer-Strategiespiel des polnischen Entwicklers Mechanistry. Es handelt sich um ein Echtzeitstrategiespiel mit Stadtaufbauspiel-Elementen. Die Handlung ist in einer postapokalyptischen Zeit angesiedelt, in der die Menschheit ausgestorben ist und die ökologische Nische von Bibern eingenommen wurde. Das Spiel wurde am 15. September 2021 im Early Access via Steam für Windows veröffentlicht. Bisher ist das Spiel lediglich im Einzelspieler-Modus spielbar.

## Handlung
Das Spiel ist in einer futuristischen Zeit angesiedelt, in dieser der Mensch ausgestorben ist und eine lebensfeindliche, unwirtliche Welt hinterließ. Als neue, dominante Lebensform konnten sich die Biber durchsetzen, die mit der Zeit einen ähnlich hohen IQ wie die Menschen entwickelten und begannen Häuser und Maschinen zu bauen und die Landschaft zu formen.

## Spielprinzip
Ziel des Spiels ist es, dass die eigene Biber-Siedlung wächst und gedeiht und die Bevölkerung überlebt. Die Biber können unter anderem Flüsse umleiten, um die öde Landschaft wirtschaftlich nutzen zu können. Später können sie dafür auch Sprengstoff nutzen. Dank Dämme können Wassermühlen betrieben werden und so Strom gewonnen werden, wodurch Fabriken und Maschinen, wie Sägewerke, angetrieben werden können. Außerdem können dadurch Wasserspeicher aufgefüllt werden. Aufgrund des Platzmangels ist es möglich, später Gebäude zu erweitern und übereinander zu platzieren. Daneben gibt es auch Plattformen, um das Gebiet künstlich zu erweitern. Durch umgeleitete Flüsse können künstliche Wälder erschaffen und dadurch die Holzversorgung sichergestellt werden. Auf der Karte finden sich verschiedene „Relikte“ aus Zeiten der Menschen (Bergwerke, Fabriken) die abgebaut werden können und die Rohstoffe dadurch nutzbar werden. Geht es den Bibern gut, wächst die Population. Aufgrund Hunger und Durst kann die Bevölkerung schrumpfen. Außerdem können die Biber an Altersschwäche sterben. Im weiteren Spielverlauf ist es möglich, neue Siedlungen zu erschließen, die separat verwaltet werden und Lebensmittel und Arbeiter nach Bedarf getauscht werden können.
Es gibt zwei Biberfraktionen, die sich anhand der Gebäude und der Spielmechanik voneinander unterscheiden. Die „Rustikalruten“ sind „emsige kleine Arbeitstiere mit einem ausgeprägten Faible für Holz“, die „Eisenzähne“ setzen auf Eisen und Wissenschaft, bauen moderne Maschinen und erschaffen Nachwuchs künstlich.

## Entwicklung
Das Spiel wurde vom Indie-Spieleentwickler Mechanistry aus Polen entwickelt. Die Musik komponierte Zofia Domaradzka. Am 18. November 2019 gelang das Spiel in die Alpha-Phase, am 18. Juni 2020 wurde es in die geschlossene Beta-Phase überführt. Eine Demoversion von Timberborn wurde am 26. Januar 2021 veröffentlicht. Zwischen den Veröffentlichungen wurde vor allem am Realismus des Wassers (Pegelanstieg, Überflutungen, Austrocknung) gearbeitet. Später kam die Bewässerung die Möglichkeit schwimmender Biber dazu. Am 15. September 2021 wurde das Spiel in den Early Access aufgenommen.
Bisher erschienen sieben größere Updates zum Spiel, die das Spiel merklich erweiterten. Das erste große Update wurde am 17. Dezember 2021 veröffentlicht und fügte neue Möglichkeiten zum Abbau und zur Verwendung von Metall, neue Wasserpumpen und Wasserräder, einen neuen Baum (Kastanie), zwei Pflanzen (Rohrkolben und Spadderdocks), ein neues Wissenschaftsgebäude und neue Attraktionen hinzu. Am 14. September 2022 erschien das zweite große Update, das Golems und die mit ihnen verbundenen Gebäude hinzufügte. Daneben erhielt Terraforming, ein neues Wissenschaftsgebäude und eine Batterie Einzug in das Spiel. Zusätzlich fanden zwei neue Funktionen ins Spiel: die Möglichkeit, Bevölkerungen zu migrieren und eine Überarbeitung des Wohlbefindenssystems mit der Hinzufügung von zwei Gebäuden und einem Status.
Das dritte große Update erschien am 15. Dezember 2022. Das Update konzentrierte sich hauptsächlich auf die Rohstoff- und Warenlagerung und fügte einige neue Lagergebäude nebst Überarbeitung der bestehenden hinzu. Außerdem wurden die Golems in Bots umbenannt und die Optik der Gebäude der beiden Fraktionen wurde geändert, so dass der Unterschied zwischen den Fraktionen wuchs. Am 24. Mai 2023 wurde mit dem vierten Update die Landwirtschaft erweitert und fügte neue Gemüsesorten und Getreidekulturen hinzu. Neben neuen Gebäuden und Monumenten wurde das Spiel um die Mangrove und die Eiche erweitert.
Am 18. Januar 2024 erschien das fünfte Update mit dem Titel Badwater. Dadurch fand eine giftige Substanz Einzug ins Spiel, die Wasser vergiften und Ernten vernichten kann. Biber werden außerdem von der Substanz krank, sodass Medizin erforscht werden muss. Außerdem wurden neue Gebäude in das Spiel integriert. 
Das sechste Update erschien am 10. Oktober 2024 und heißt vollständig Wonders of Water. Dadurch wurde die Wassersimulation von 2D auf 3D geändert. Außerdem erfuhren mehrere Spielkarten eine Aktualisierung.
Am 8. Mai 2025 erschien das siebte Update namens „Ziplines and Tubeways“, in welchem Seilbahnen und Tunnel hinzugefügt wurden.
Mit jedem Update wurden bekannte Programmfehler behoben.

## Rezeption
Das Spiel wurde überwiegend positiv aufgenommen und die „wundervoll kuriose Idee“ und die Abwechslung, „zu den ganzen rein historischen Aufbauspielen der letzten Tage“ gelobt.

### Pressestimmen
Dominik Pache von PC Games empfiehlt das Spiel jedem, der Aufbauspiele mag und sich eine Simulation wünscht, in der es einen „ordentlichen Schuss Automatisierung“ gibt. Fabiano Uslenghi von GameStar ist der Meinung, dass das Spiel „ein Kind des Überraschungs-Hits Banished“ sei. Im Oktober 2024 listete er gemeinsam mit Maurice Weber, Mathias Dietrich und Johann-Martin Langner das Spiel auf Platz 15 der „besten Aufbauspiele 2024 für PC“. Auch Benjamin Jakobs für das Onlinemagazin Eurogamer listete das Spiel als eines der besten Städtebauspiele und City Builder des Jahres 2024 auf. Stefan Mey bezeichnet in seiner Rezension für Der Standard das Setting „innovativ und kreativ“ umgesetzt. Er wünscht sich allerdings „optionale Konflikte zwischen den Fraktionen“ sowie einen Multiplayer-Modus. PC Gamer spricht von einem „unbestreitbaren Charme“ und es sei „ein bemerkenswert angenehmes Spiel“, habe aber (Stand 2021) sein Biber-Thema nicht ausreichend ausgenutzt, was ihm helfen könnte, sich besser von konkurrierenden Städtebauspielen abzuheben.

### Verkaufszahlen
Timberborn stieg in der Woche des Release in die Top 10 der Steam-Verkaufscharts ein.
Bis September 2023 konnten über 1 Million Exemplare des Spiels verkauft werden.